# Freiburger Fußball-Club 1897 1963-1964
Questa voce raccoglie le informazioni riguardanti il Freiburger Fußball-Club 1897 nelle competizioni ufficiali della stagione 1963-1964.

## Stagione
Nella stagione 1963-1964 il Freiburger FC, allenato da Hans Wendlandt, concluse il campionato di Regionalliga sud al 10º posto.

## Rosa
| N. |                     | Ruolo | Calciatore        |
| -- | ------------------- | ----- | ----------------- |
|    | Germania (bandiera) | P     | Peter Kunter      |
|    | Germania (bandiera) | P     | Helmut Wüst       |
|    | Germania (bandiera) | D     | Rolf Biermann     |
|    | Germania (bandiera) | D     | Werner Breithaupt |
|    | Germania (bandiera) | D     | Karl Höge         |
|    | Germania (bandiera) | D     | Gerd Romeike      |
|    | Germania (bandiera) | D     | Bernd Spreter     |
|    | Germania (bandiera) | D     | Horst Wilkening   |
|    | Germania (bandiera) | D     | Dieter Zimber     |
|    | Germania (bandiera) | C     | P. Däschner       |

| N. |                     | Ruolo | Calciatore        |
| -- | ------------------- | ----- | ----------------- |
|    | Germania (bandiera) | C     | Rudi Haas         |
|    | Germania (bandiera) | C     | Krause            |
|    | Germania (bandiera) | C     | Erich Vogel       |
|    | Germania (bandiera) | A     | Werner Banasch    |
|    | Germania (bandiera) | A     | Hans Bernrieder   |
|    | Germania (bandiera) | A     | Rainer Däschner   |
|    | Germania (bandiera) | A     | Dieter Holland    |
|    | Germania (bandiera) | A     | Emil Poklitar     |
|    | Germania (bandiera) | A     | Helmut Studenroth |
|    | Germania (bandiera) | A     | Karl Wille        |

## Organigramma societario
Area tecnica
- Allenatore: Hans Wendlandt
- Allenatore in seconda:
- Preparatore dei portieri:
- Preparatori atletici:
- Analisi video:

## Calciomercato

### Sessione estiva
| Acquisti | Acquisti          | Acquisti | Acquisti |
| R.       | Nome              | da       | Modalità |
| -------- | ----------------- | -------- | -------- |
| A        | Helmut Studenroth | Hanau    |          |

| Cessioni | Cessioni         | Cessioni        | Cessioni |
| R.       | Nome             | a               | Modalità |
| -------- | ---------------- | --------------- | -------- |
| C        | Karl-Heinz Bente | Preußen Münster |          |

## Risultati

### Regionalliga

#### Girone di andata
| Arbitro: | Fischer |

|           |           |                    |
| Wille 49’ | Marcatori | 24’ Tripp 42’ Gast |

| Arbitro: | Sparing |

|                              |           |                               |
| Breitschuh 25’ Schneider 77’ | Marcatori | 17’ Holland 31’, 52’ Poklitar |

| Arbitro: | Tschenscher |

|  |           |            |
|  | Marcatori | 3’ Bertram |

| Mannheim 24 agosto 1963 4ª giornata        | VfR Mannheim | 1 – 0 referto | Freiburger | Rhein-Neckar-Stadion (5 000 spett.) |
| \| \| \| \| \| Bast 20’ \| Marcatori \| \| |              |               |            |                                     |
|                                            |              |               |            |                                     |
| Bast 20’                                   | Marcatori    |               |            |                                     |

| Arbitro: | Tremmel |

|                      |           |  |
| Holland 5’, 22’, 82’ | Marcatori |  |

| Arbitro: | Spinnler |

|                                        |           |                            |
| Jendrosch 3’, 12’, 76’ Becker 64’, 85’ | Marcatori | 35’ Studenroth 67’ Holland |

| Arbitro: | Frickel |

|                            |           |                |
| Poklitar 15’ Wilkening 78’ | Marcatori | 63’ Himmelmann |

| Arbitro: | Hubbuch |

|  |           |                                                      |
|  | Marcatori | 59’ Poklitar 77’ Studenroth 82’ Holland 87’ Däschner |

| Friburgo in Brisgovia 6 ottobre 1963 9ª giornata | Freiburger | 0 – 0 referto | Kickers Stoccarda | Sportanlage Am Schönbergstadion (4 000 spett.)\| Arbitro: \| Fritz \| |
| Arbitro:                                         | Fritz      |               |                   |                                                                       |

| Arbitro: | Alt |

|                |           |  |
| Studenroth 13’ | Marcatori |  |

| Arbitro: | Scheuring |

|                  |           |                                          |
| Linkert 18’, 22’ | Marcatori | 42’ Studenroth 43’, 79’ Holland 58’ Haas |

| Arbitro: | Kolb |

|                          |           |             |
| Poklitar 63’ Holland 90’ | Marcatori | 68’ Slatina |

| Arbitro: | Conrad |

|                       |           |  |
| Schweighöfer 31’, 42’ | Marcatori |  |

| Arbitro: | Schreiner |

|            |           |             |
| Reißer 56’ | Marcatori | 53’ Holland |

| Arbitro: | Güller |

|                                           |           |                            |
| Poklitar 4’, 87’ Studenroth 10’, 57’, 61’ | Marcatori | 9’, 51’ Siebert 70’ Burger |

| Pforzheim 23 novembre 1963 16ª giornata | 1. FC Pforzheim | 0 – 0 referto | Freiburger | Holzhofstadion (6 000 spett.)\| Arbitro: \| Riegg \| |
| Arbitro:                                | Riegg           |               |            |                                                      |

| Arbitro: | Hager |

|                               |           |                               |
| Breithaupt 70’ Bernrieder 88’ | Marcatori | 52’ Röckenwagner 61’ Drescher |

| Arbitro: | Alt |

|                           |           |  |
| Haseneder 22’ Lechner 55’ | Marcatori |  |

| Arbitro: | Ebersberger |

|                |           |  |
| Studenroth 68’ | Marcatori |  |

#### Girone di ritorno
| Arbitro: | Gathof |

|                               |           |                       |
| Studenroth 44’ Bernrieder 88’ | Marcatori | 36’ Brzuske 90’ Knopf |

| Arbitro: | Siebert |

|                                       |           |  |
| Tagliaferri 21’ Ammer 30’ Bertram 72’ | Marcatori |  |

| Arbitro: | Fischer |

|                                       |           |          |
| Holland 2’, 17’, 60’, 80’ Banasch 52’ | Marcatori | 53’ Bast |

| Augusta 19 gennaio 1964 23ª giornata | BC Augsburg | 0 – 0 referto | Freiburger | Rosenaustadion (2 500 spett.)\| Arbitro: \| Neumeier \| |
| Arbitro:                             | Neumeier    |               |            |                                                         |

| Arbitro: | Kreitlein |

|                           |           |                              |
| Däschner 20’ Poklitar 45’ | Marcatori | 70’, 77’ Jendrosch 89’ Assmy |

| Fulda 9 febbraio 1964 25ª giornata                                               | Borussia Fulda | 2 – 1 referto | Freiburger | Sportpark Johannisau |
| \| \| \| \| \| Windhausen 25’ Spreter 58’ (aut.) \| Marcatori \| 47’ Poklitar \| |                |               |            |                      |
|                                                                                  |                |               |            |                      |
| Windhausen 25’ Spreter 58’ (aut.)                                                | Marcatori      | 47’ Poklitar  |            |                      |

| Arbitro: | Binder |

|                   |           |            |
| Poklitar 18’, 22’ | Marcatori | 59’ Lowatz |

| Arbitro: | Saal |

|           |           |                |
| Vogel 22’ | Marcatori | 44’ Studenroth |

| Arbitro: | Kolb |

|                     |           |                             |
| Stöhr 9’ Müller 65’ | Marcatori | 20’ Poklitar 21’ Bernrieder |

| Arbitro: | Eisemann |

|                        |           |                     |
| Poklitar 51’ Wille 70’ | Marcatori | 30’ Kraft 73’ Desch |

| Arbitro: | Geisert |

|  |           |                |
|  | Marcatori | 22’ Studenroth |

| Arbitro: | Alt |

|             |           |                  |
| Holland 85’ | Marcatori | 25’, 58’ Gehling |

| Arbitro: | Neumeier |

|                                     |           |             |
| Biermann 51’ Poklitar 52’ Wille 89’ | Marcatori | 38’ Richter |

| Arbitro: | Güller |

|                                      |           |  |
| Siebert 18’ Hoffmann 32’ Stocker 70’ | Marcatori |  |

| Arbitro: | Maurus |

|  |           |                 |
|  | Marcatori | 72’ Tochtermann |

| Arbitro: | Siebert |

|                                              |           |  |
| Ohlhauser 7’ Brenninger 56’, 74’ Borutta 63’ | Marcatori |  |

| Arbitro: | Heckeroth |

|                                            |           |             |
| Studenroth 12’ Poklitar 26’ Bernrieder 35’ | Marcatori | 38’ Schmaus |

| Arbitro: | Gathof |

|                                         |           |  |
| Müller 13’ Schilling 31’ Preis 55’, 81’ | Marcatori |  |

| Arbitro: | Ebersberger |

|                          |           |                   |
| Nuber 58’ Tripp 61’, 81’ | Marcatori | 3’, 6’ Bernrieder |

## Statistiche

### Statistiche di squadra
| Competizione     | Punti | In casa | In casa | In casa | In casa | In casa | In casa | In trasferta | In trasferta | In trasferta | In trasferta | In trasferta | In trasferta | Totale | Totale | Totale | Totale | Totale | Totale | DR |
| Competizione     | Punti | G       | V       | N       | P       | Gf      | Gs      | G            | V            | N            | P            | Gf           | Gs           | G      | V      | N      | P      | Gf     | Gs     | DR |
| ---------------- | ----- | ------- | ------- | ------- | ------- | ------- | ------- | ------------ | ------------ | ------------ | ------------ | ------------ | ------------ | ------ | ------ | ------ | ------ | ------ | ------ | -- |
| Regionalliga sud | 37    | 19      | 10      | 4       | 5       | 37      | 24      | 19           | 4            | 5            | 10           | 21           | 37           | 38     | 14     | 9      | 15     | 58     | 61     | -3 |
| Totale           | 37    | 19      | 10      | 4       | 5       | 37      | 24      | 19           | 4            | 5            | 10           | 21           | 37           | 38     | 14     | 9      | 15     | 58     | 61     | -3 |

### Andamento in campionato
| Giornata  | 1  | 2 | 3  | 4  | 5  | 6  | 7  | 8 | 9 | 10 | 11 | 12 | 13 | 14 | 15 | 16 | 17 | 18 | 19 | 20 | 21 | 22 | 23 | 24 | 25 | 26 | 27 | 28 | 29 | 30 | 31 | 32 | 33 | 34 | 35 | 36 | 37 | 38 |
| --------- | -- | - | -- | -- | -- | -- | -- | - | - | -- | -- | -- | -- | -- | -- | -- | -- | -- | -- | -- | -- | -- | -- | -- | -- | -- | -- | -- | -- | -- | -- | -- | -- | -- | -- | -- | -- | -- |
| Luogo     | C  | T | C  | T  | C  | T  | C  | T | C | C  | T  | C  | T  | T  | C  | T  | C  | T  | C  | C  | T  | C  | T  | C  | T  | C  | T  | T  | C  | T  | C  | C  | T  | C  | T  | C  | T  | T  |
| Risultato | P  | V | P  | P  | V  | P  | V  | V | N | V  | V  | V  | P  | N  | V  | N  | N  | P  | V  | N  | P  | V  | N  | P  | P  | V  | N  | N  | N  | V  | P  | V  | P  | P  | P  | V  | P  | P  |
| Posizione | 16 | 8 | 14 | 16 | 12 | 14 | 12 | 9 | 9 | 8  | 8  | 7  | 8  | 7  | 6  | 7  | 7  | 7  | 7  | 7  | 7  | 7  | 7  | 7  | 8  | 8  | 8  | 8  | 8  | 8  | 9  | 9  | 9  | 9  | 9  | 9  | 10 | 10 |

Legenda:

Luogo: C = Casa; T = Trasferta. Risultato: V = Vittoria; N = Pareggio; P = Sconfitta.

### Statistiche dei giocatori
| W. Banasch    | 23 | 1  | 0 | 0 |
| H. Bernrieder | 20 | 6  | 0 | 0 |
| R. Biermann   | 25 | 1  | 0 | 0 |
| W. Breithaupt | 29 | 1  | 0 | 0 |
| P. Däschner   | 3  | 0  | 0 | 0 |
| R. Däschner   | 20 | 2  | 0 | 0 |
| R. Haas       | 5  | 1  | 0 | 0 |
| D. Holland    | 28 | 15 | 0 | 0 |
| K. Höge       | 8  | 0  | 0 | 0 |
| K. Krause     | 3  | 0  | 0 | 0 |
| P. Kunter     | 37 | 0  | 0 | 0 |
| E. Poklitar   | 34 | 15 | 0 | 0 |
| G. Romeike    | 34 | 0  | 0 | 0 |
| B. Spreter    | 30 | 0  | 0 | 0 |
| H. Studenroth | 38 | 12 | 0 | 0 |
| E. Vogel      | 4  | 0  | 0 | 0 |
| H. Wilkening  | 35 | 1  | 0 | 0 |
| K. Wille      | 23 | 3  | 0 | 0 |
| H. Wüst       | 1  | 0  | 0 | 0 |
| D. Zimber     | 18 | 0  | 0 | 0 |